# یوگنی فاینبرگ
 یوگنی فاینبرگ (روسی: Евге́ний Льво́вич Фе́йнберг؛ زاده ۲۷ ژوئن ۱۹۱۲ - درگذشته ۱۰ دسامبر ۲۰۰۵) یک فیزیک‌دان اهل روسیه بود.